# LimeLight
MADEIN (koreanisch 메이딘, stilisiert MΛDEIN), ehemals LimeLight (라임라잇, stilisiert LIMΞLIGHT), ist eine südkoreanische Girlgroup der vierten K-Pop-Generation, die 2022 von 143 Entertainment gegründet wurde. Die Gruppe besteht aus ursprünglich sieben Mitgliedern, Gaeun verließ die Gruppe in 2024. Aktuell besteht sie aus MiU, Suhye, Serina, Nagomi, Mashiro und Yeseo.

## Geschichte

### Vor dem Debüt
MiU war eine Kandidatin der Reality-Show Girls Planet 999, hat es allerdings nicht geschafft, in die Gruppe Kep1er, dessen Mitglieder von den Zuschauern der Show ausgewählt wurden, aufgenommen zu werden. Außerdem kam MiU in einigen Musikvideos vor, zudem war sie ein Model für Popteen. Suhye war eine Kandidatin der Show My Teenage Girl und hat es nicht in die Gruppe Classy geschafft. Gaeun war – wie MiU auch – ein Model für eine Zeitschrift.

### Debüt und Comebacks
Am 15. Januar 2022 wurde bekanntgegeben, dass MiU einen Vertrag mit 143 Entertainment abgeschlossen hatte. Am 15. April 2022 wurde mitgeteilt, dass Suhye auch einen Vertrag mit 143 Entertainment unterschrieben hat.
Am 16. August 2022 wurde bekanntgegeben, dass die Gruppe eine nicht limitierte Anzahl an Mitgliedern haben wird; neue Mitglieder können jederzeit hinzugefügt werden.
Die Reality-Show Lululala erschien, bevor das erste Musikvideo „Starlight“ am 27. September 2022 erschien. Dieses stellte das erste Debüt der Gruppe dar. Am nächsten Tag erschien ein weiteres Musikvideo. Am 17. Februar 2023 machten sie ihr offizielles Debüt mit Love & Happiness. Das dazugehörige Musikvideo „Honestly“ erschien bereits einige Tage zuvor, am 14. Februar 2023. Ihr erstes Comeback hatten sie am 4. August 2023 mit Madeleine. Am 11. Januar 2024 veröffentlichten sie ihr Album Last Dance.

### Debüt unter dem Namen „Madein“
Am 15. Juli 2024 wurden die Namen der Social-Media-Accounts von LimeLight zu Madein geändert. Es wurde darauf verwiesen, dass neue Mitglieder hinzugefügt wurden. Am 27. Juli wurden die neuen Mitglieder vorgestellt: Serina, Nagomi, Mashiro und Yeseo, ehemalige Mitglieder der Girlgroup Kep1er, die sich der Gruppe anschlossen. Am 3. September 2024 machte die Gruppe ihr offizielles Debüt mit ihrem neuen Namen und neuen Mitgliedern.
Am 11. November 2024 wurde bekanntgegeben, dass sich Gaeun in Hiatus befindet, aufgrund gesundheitlichen Problemen. Gerüchten zufolge soll sie vom CEO des 143 Entertainments sexuell belästigt worden sein, was das Unternehmen am nächsten Tag verneinte. Gaeun verließ offiziell die Gruppe am 29. November 2024.
Die Gruppe veröffentlichte am 14. Februar 2025 ihre Single-Album MADEIN FOREVER.

## Mitglieder
| MiU 미유             | Ito Miyu 이토미유         | 9. Januar 2003 (22)    | Japan    | Visual     |
| Suhye 수헤           | Kim Su-hye 김수혜         | 13. Dezember 2004 (20) | Incheon  | Main Vocal |
| Serina 세리나        | Saito Serina 斉藤 芹菜    | 3. Mai 2006 (19)       | Osaka    |            |
| Nagomi 나고미        | Abe Nagomi 阿部 和        | 2. Juli 2007 (17)      | Kanagawa |            |
| Mashiro 마시로       | Sakamoto Mashiro 坂本舞白 | 16. Dezember 1999 (25) | Tokio    |            |
| Yeseo 예서           | Kang Ye-seo 강예서        | 22. August 2005 (19)   | Incheon  |            |
| Ehemalige Mitglieder |                           |                        |          |            |
| Gaeun 가은           | Oh Ga-eun 오가은          | 8. November 2005 (19)  | Seattle  | Dance      |

## Diskografie

### EPs
- 2022: Limelight
- 2023: Love & Happiness
- 2024: Last Dance

als Madein
- 2024: Rise (상승)

### Single-Alben
- 2023: Madeleine

als Madein
- 2025: Madein Forever

### Singles
- 2022: Starlight
- 2022: Eye to Eye
- 2023: Honestly
- 2023: Madeleine
- 2024: Ta-Da!

als Madein
- 2024: Uno
- 2025: Love, Afraid
- 2025: Saturn

## Filmografie
- 2022: Lululala (Reality-Show)
- 2023: LimeLight Land (Reality-Show)